# Primarias del Partido Republicano de 2008 en Oregón
Las Primarias republicanas de Oregón, 2008 fueron el 20 de mayo de 2008.

## Resultados
| Candidato        | Votos   | Porcentajes | Delegados |
| ---------------- | ------- | ----------- | --------- |
| John McCain      | 285.881 | 80.88%      | 23        |
| Ron Paul         | 51.100  | 14.46%      | 4         |
| Otros candidatos | 16.495  | 4.67%       | 0         |
| Total            | 349.914 | 100.00%     | 27        |